# Alastair Hignell
Alastair James Hignell (Ely, 4 settembre 1955) è un ex rugbista a 15, crickettista e giornalista britannico, internazionale inglese di rugby XV, estremo del Bristol e battitore di cricket per il Gloucestershire. Attualmente è giornalista sportivo e attivista per la ricerca sulla sclerosi multipla..

## Biografia
Frequentò le scuole superiori e l'università a Cambridge, e si distinse sia nel rugby XV che nel cricket, tanto che li praticò entrambi a livello internazionale. Prima ancora di laurearsi nel 1977 vantava già presenze nella Nazionale inglese di rugby, con la quale aveva esordito in una combattuta partita a Brisbane contro l'Australia due anni prima.
Alternò l'impegno rugbystico invernale (con il Bristol, in cui giocò nel ruolo di estremo) a quello crickettistico estivo (impegnato con la selezione del Gloucestershire, nel ruolo di battitore), mentre la sua attività professionale era quella di insegnante a Bristol.
Dopo il ritiro dall'attività agonistica nel 1983 divenne giornalista sportivo. Essendogli stata diagnosticata nel 2000 una forma di sclerosi multipla, è da allora attivista e impegnato nella raccolta di fondi per la ricerca medica su tale malattia.